# Список награждённых орденом Франциска Скорины (1997—2006)

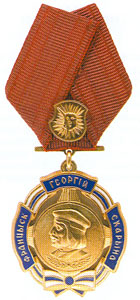
Орден Франциска Скорины

Орден Франциска Скорины (бел. Ордэн Францыска Скарыны) — один из орденов Республики Беларусь. Учреждён Верховным Советом Республики Беларусь в 1995 году. Присуждается либо за развитие белорусской культуры, либо за гуманитарную, благотворительную деятельность. Первое награждение состоялось в 1997 году. С 1997 года по 1 января 2007 года число награждённых — 101 человек.
В данном списке представлены награждённые за первое десятилетие существования ордена (с момента первого награждения).

## За 1997 год
Число награждённых — 3 человека.
| № п/п | Стра на       | Фотография | Фамилия Имя Отчество          | Должность либо профессия на момент награждения                                                                          | Дата награждения     | Номер Указа Президента Республики Беларусь | За что награждён |
| ----- | ------------- | ---------- | ----------------------------- | --- | -------------------- | ------------------------------------------ | --- |
| 1     | Флаг Беларуси |            | Михаил Андреевич Савицкий     | художник-живописец | 18 февраля 1997 года | — 1997 г., № 5, 181 155                    | За большой личный вклад в развитие изобразительного искусства и активную общественную деятельность                                                                  |
| 2     | Флаг Беларуси |            | Валентин Николаевич Елизарьев | директор — художественный руководитель Национального академического театра балета Республики Беларусь                   | 30 октября 1997 года | — 1997 г., № 31, 989 555                   | За большой личный вклад в становление и развитие белорусского балета                                                                                                |
| 3     | Флаг Беларуси |            | Михаил Гапеевич Булахов       | профессор кафедры теории и истории языка Белорусского государственного педагогического университета имени Максима Танка | 28 ноября 1997 года  | — 1997 г., № 33, 1049 615                  | За большой вклад в подготовку высококвалифицированных педагогических кадров, значительные успехи в развитии науки, активную культурно-просветительскую деятельность |

## За 1998 год
Число награждённых — 14 человек.
| № п/п | Стра на             | Фотография | Фамилия Имя Отчество                    | Должность либо профессия на момент награждения                                                                             | Дата награждения      | Номер Указа Президента Республики Беларусь | За что награждён |
| ----- | ------------------- | ---------- | --------------------------------------- | --- | --------------------- | ------------------------------------------ | --- |
| 4     | Флаг Беларуси       |            | Александр Павлович Войтович             | Президент Национальной Академии наук Беларуси                                                                              | 5 января 1998 года    | — 1998 г., № 1, 8 1                        | За большой личный вклад в развитие науки, подготовку научных кадров и активную общественную деятельность |
| 5     | Флаг Беларуси       |            | Владимир Александрович Моисеенко        | главный инженер специального производства издательства «Белорусский Дом печати»                                            | 12 января 1998 года   | — 1998 г., № 2, 27 18                      | За значительный вклад в развитие полиграфической промышленности, выдающиеся достижения в области книгоиздательства |
| 6     | Флаг Беларуси       |            | Иван Иванович Лиштван                   | академик-секретарь отделения химических и геологических наук Национальной академии наук Беларуси                           | 5 февраля 1998 года   | — 1998 г., № 4, 89 63                      | За достижение высоких производственных показателей в промышленности, строительстве, значительный личный вклад их в развитие и умножение духовного и интеллектуального потенциала                                           |
| 7     | Флаг Беларуси       |            | Лина Михайловна Сачко                   | директор Центральной городской детской библиотеки имени Н. Островского                                                     | 5 февраля 1998 года   | — 1998 г., № 4, 89 63                      | За достижение высоких производственных показателей в промышленности, строительстве, значительный личный вклад их в развитие и умножение духовного и интеллектуального потенциала                                           |
| 8     | Флаг Беларуси       |            | Василий Тимофеевич Калмыков             | профессор кафедры уголовного права, процесса и криминалистики Гродненского государственного университета имени Янки Купалы | 5 февраля 1998 года   | — 1998 г., № 4, 90 64                      | За достижение высоких производственных показателей в промышленности, сельском хозяйстве, строительстве, значительный личный вклад их в развитие и умножение духовного и интеллектуального потенциала                       |
| 9     | Флаг Великобритании |            | Виктор Мицци Victor Mizzi               | исполнительный директор благотворительной организации «Чернобыльские дети — линия жизни», Великобритания                   | 6 марта 1998 года     | — 1998 г., № 7, 162 101                    | За активную благотворительную деятельность и большой личный вклад в осуществление проектов по оказанию гуманитарной помощи гражданам Республики Беларусь, потерпевшим от катастрофы на Чернобыльской АЭС                   |
| 10    | Флаг Ирландии       |            | Эди Роуч Adi Roche                      | исполнительный директор благотворительной организации "Проект «Дети Чернобыля», Ирландия                                   | 6 марта 1998 года     | — 1998 г., № 7, 162 101                    | За активную благотворительную деятельность и большой личный вклад в осуществление проектов по оказанию гуманитарной помощи гражданам Республики Беларусь, потерпевшим от катастрофы на Чернобыльской АЭС                   |
| 11    | Флаг Великобритании |            | Линда Уокер Linda Walker                | руководитель британского отделения благотворительной организации «Проект „Дети Чернобыля“», Великобритания                 | 6 марта 1998 года     | — 1998 г., № 7, 162 101                    | За активную благотворительную деятельность и большой личный вклад в осуществление проектов по оказанию гуманитарной помощи гражданам Республики Беларусь, потерпевшим от катастрофы на Чернобыльской АЭС                   |
| 12    | Флаг Беларуси       |            | Любовь Владимировна Хотылёва            | советник Президиума Национальной академии наук Беларуси                                                                    | 13 апреля 1998 года   | — 1998 г., № 11, 288 205                   | За большой вклад в развитие науки, активную общественную деятельность |
| 13    | Флаг Германии       |            | Эдмунд Ленгфельдер Edmund Legfelder     | председатель правления радиологического института имени Отто Хуга                                                          | 26 мая 1998 года      | — 1998 г., № 15, 399 284                   | За плодотворную деятельность по развитию белорусско-германского сотрудничества в области преодоления и минимизации последствий катастрофы на Чернобыльской АЭС, большой личный вклад в осуществление гуманитарных проектов |
| 14    | Флаг Беларуси       |            | Фёдор Антонович Богданович              | главный врач Центра медицинской реабилитации детей-инвалидов и больных г. Гродно                                           | 22 июня 1998 года     | — 1998 г., № 18, 476 324                   | За особые заслуги в медицинском обслуживании населения |
| 15    | Флаг Беларуси       |            | Игорь Михайлович Лученок                | председатель Белорусского союза композиторов                                                                               | 4 августа 1998 года   | — 1998 г., № 22, 586 389                   | За большие заслуги в развитии музыкального искусства, активную общественную деятельность |
| 16    | Флаг России         |            | Алексий II (Алексей Михайлович Ридигер) | Патриарх Московский и всея Руси                                                                                            | 23 сентября 1998 года | — 1998 г., № 27, 691 460                   | За особые заслуги в развитии и укреплении дружественных связей между народами |
| 17    | Флаг Беларуси       |            | Анатолий Васильевич Богатырёв           | профессор Белорусской государственной академии музыки, композитор                                                          | 9 декабря 1998 года   | — 1998 г., № 35, 894 596                   | За большой личный вклад в развитие национального музыкального искусства, активную общественную деятельность |

## За 1999 год
Число награждённых — 10 человек.
| № п/п | Стра на       | Фотография | Фамилия Имя Отчество          | Должность либо профессия на момент награждения                                                                                     | Дата награждения      | Номер Указа Президента Республики Беларусь | За что награждён |
| ----- | ------------- | ---------- | ----------------------------- | --- | --------------------- | ------------------------------------------ | --- |
| 18    | Флаг Беларуси |            | Владимир Семёнович Комаров    | главный научный сотрудник Института общей и неорганической химии Национальной академии наук Беларуси, академик, профессор          | 15 января 1999 года   | — 1999 г., № 3, 40 26                      | За многолетнюю плодотворную научно-педагогическую деятельность, большой личный вклад в развитие отечественной науки                                                                                  |
| 19    | Флаг Беларуси |            | Александр Семёнович Махнач    | главный научный сотрудник Института геологических наук Национальной академии наук Беларуси, академик, профессор                    | 15 января 1999 года   | — 1999 г., № 3, 40 26                      | За многолетнюю плодотворную научно-педагогическую деятельность, большой личный вклад в развитие отечественной науки                                                                                  |
| 20    | Флаг Беларуси |            | Дмитрий Иванович Широканов    | заведующий отделом Института философии и права Национальной академии наук Беларуси, академик, профессор                            | 15 января 1999 года   | — 1999 г., № 3, 40 26                      | За многолетнюю плодотворную научно-педагогическую деятельность, большой личный вклад в развитие отечественной науки                                                                                  |
| 21    | Флаг Германии |            | Хайо Экель Hajo Eckel         | председатель попечительского совета Фонда «Дети Чернобыля» земли Нижняя Саксония (ФРГ), президент Нижнесаксонской врачебной палаты | 1 апреля 1999 года    | — 1999 г., № 10, 248 194                   | За активную благотворительную деятельность, большой личный вклад в осуществление проектов по оказанию медицинской помощи детям, пострадавших от аварии на Чернобыльской АЭС                          |
| 22    | Флаг Австрии  |            | Хайди Буркхард Heidi Burkhart | руководитель благотворительной организации «Хильфсверк Австрия»                                                                    | 27 апреля 1999 года   | — 1999 г., № 13, 347 236                   | За активную благотворительную деятельность, большой личный вклад в обеспечение финансирования строительства и оснащения Республиканского научно-практического центра детской онкологии и гематологии |
| 23    | Флаг Австрии  |            | Эрих Фидессер Erich Fidesser  | руководитель отделения благотворительной организации «Хильфсверк Австрия» в земле Нижняя Австрия                                   | 27 апреля 1999 года   | — 1999 г., № 13, 347 236                   | За активную благотворительную деятельность, большой личный вклад в обеспечение финансирования строительства и оснащения Республиканского научно-практического центра детской онкологии и гематологии |
| 24    | Флаг Беларуси |            | Мария Михайловна Бирюкова     | заместитель председателя Гродненского облисполкома                                                                                 | 14 сентября 1999 года | — 1999 г., № 26, 732 532                   | За большой личный вклад в пропаганду культурного наследия белорусского народа, возрождение национальных традиций                                                                                     |
| 25    | Флаг Германии |            | Герберт Шноор Herbert Schnoor | руководитель благотворительной организации «Помощь детской клинике г. Минска», гражданин Федеративной Республики Германия          | 21 сентября 1999 года | — 1999 г., № 27, 764 554                   | За активную благотворительную деятельность, значительный вклад в обеспечение финансирования и оснащения детского хирургического центра 1-й городской клинической больницы г. Минска                  |
| 26    | Флаг Беларуси |            | Евгений Александрович Глебов  | профессор Белорусской государственной академии музыки, композитор                                                                  | 24 декабря 1999 года  | — 1999 г., № 36, 1068 765                  | За большой личный вклад в развитие белорусского музыкального искусства |
| 27    | Флаг России   |            | Борис Николаевич Ельцин       | Президент Российской Федерации | 31 декабря 1999 года  | — 2000 г., № 1, 3 785                      | За большой личный вклад в развитие и укрепление белорусско-российского сотрудничества |

## За 2000 год
Число награждённых — 8 человек.
| № п/п | Стра на       | Фотография | Фамилия Имя Отчество              | Должность либо профессия на момент награждения | Дата награждения      | Номер Указа Президента Республики Беларусь | За что награждён |
| ----- | ------------- | ---------- | --------------------------------- | --- | --------------------- | ------------------------------------------ | --- |
| 28    | Флаг Беларуси |            | Ростислав Иванович Янковский      | ведущий мастер сцены Национального академического драматического театра имени М. Горького                                                                      | 27 января 2000 года   | — 2000 г., № 3, 65 26                      | За большой личный вклад в развитие белорусского театрального искусства                                                                     |
| 29    | Флаг Беларуси |            | Анатолий Николаевич Рубинов       | заведующий лабораторией Института физики имени Б. И. Степанова Национальной академии наук Беларуси                                                             | 20 марта 2000 года    | — 2000 г., № 8, 202 142                    | За большой личный вклад в развитие отечественной науки, активную общественную деятельность                                                 |
| 30    | Флаг России   |            | Александра Николаевна Пахмутова   | композитор, член Союза композиторов России | 3 апреля 2000 года    | — 2000 г., № 10, 248 167                   | За активную деятельность по развитию и укреплению белорусско-российских культурных связей                                                  |
| 31    | Флаг Беларуси |            | Андрей Иванович Задорожный        | председатель Октябрьского районного совета ветеранов г. Минска                                                                                                 | 5 июня 2000 года      | — 2000 г., № 16, 440 320                   | За заслуги в деле обороны человеческого достоинства, милосердия, активную общественную деятельность                                        |
| 32    | Флаг Германии |            | Кристоф Райнерс Christoph Reiners | директор клиники ядерной медицины университета г. Вюцбурга, ФРГ                                                                                                | 30 сентября 2000 года | — 2000 г., № 27, 772 534                   | За активную благотворительную деятельность, заслуги в лечении граждан Республики Беларусь, пострадавших от катастрофы на Чернобыльской АЭС |
| 33    | Флаг Японии   |            | Акира Сугэноя 菅谷 昭             | доцент университета г. Мацумото, Япония | 30 сентября 2000 года | — 2000 г., № 27, 772 534                   | За активную благотворительную деятельность, заслуги в лечении граждан Республики Беларусь, пострадавших от катастрофы на Чернобыльской АЭС |
| 34    | Флаг Беларуси |            | Николай Алексеевич Изобов         | заведующий отделом дифференциальных уравнений Института математики Национальной академии наук Беларуси, академик                                               | 22 декабря 2000 года  | — 2000 г., № 36, 1007 701                  | За многолетнюю плодотворную научно-педагогическую деятельность, подготовку научных кадров                                                  |
| 35    | Флаг Беларуси |            | Пётр Иванович Ящерицын            | советник Президиума Национальной академии наук Беларуси, главный научный сотрудник Физико-технического института Национальной академии наук Беларуси, академик | 22 декабря 2000 года  | — 2000 г., № 36, 1007 701                  | За многолетнюю плодотворную научно-педагогическую деятельность, подготовку научных кадров                                                  |

## За 2001 год
Число награждённых — 14 человек.
| № п/п | Стра на       | Фотография | Фамилия Имя Отчество             | Должность либо профессия на момент награждения | Дата награждения     | Номер Указа Президента Республики Беларусь | За что награждён |
| ----- | ------------- | ---------- | -------------------------------- | --- | -------------------- | ------------------------------------------ | --- |
| 36    | Флаг России   |            | Геннадий Николаевич Селезнёв     | Председатель Государственной Думы Федерального Собрания Российской Федерации                                                                                         | 12 января 2001 года  | — 2001 г., № 7, 1/1951 22                  | За большой личный вклад в развитие и укрепление дружбы и сотрудничества между народами Беларуси и России                                                                |
| 37    | Флаг России   |            | Юрий Михайлович Лужков           | Мэр г. Москвы, Премьер Правительства г. Москвы | 12 января 2001 года  | — 2001 г., № 7, 1/1951 22                  | За большой личный вклад в развитие и укрепление дружбы и сотрудничества между народами Беларуси и России                                                                |
| 38    | Флаг России   |            | Виктор Антонович Садовничий      | ректор Московского государственного университета имени М. В. Ломоносова                                                                                              | 12 января 2001 года  | — 2001 г., № 7, 1/1951 22                  | За большой личный вклад в развитие и укрепление дружбы и сотрудничества между народами Беларуси и России                                                                |
| 39    | Флаг Беларуси |            | Владимир Георгиевич Мулявин      | директор — художественный руководитель Белорусского государственного ансамбля «Песняры»                                                                              | 15 января 2001 года  | — 2001 г., № 7, 1/1959 26                  | За значительный вклад в развитие белорусского эстрадного искусства |
| 40    | Флаг Беларуси |            | Тамара Николаевна Нижникова      | профессор кафедры пения Белорусской государственной академии музыки                                                                                                  | 2 февраля 2001 года  | — 2001 г., № 15, 1/2013 54                 | За значительный личный вклад в развитие вокального искусства Беларуси, подготовку творческих кадров                                                                     |
| 41    | Флаг Беларуси |            | Михаил Павлович Дриневский       | главный дирижёр Государственного академического народного хора Республики Беларусь имени Г. И. Цитовича                                                              | 4 апреля 2001 года   | — 2001 г., № 34, 1/2536 180                | За значительный вклад в развитие белорусского музыкального искусства |
| 42    | Флаг Беларуси |            | Леонид Дмитриевич Щемелёв        | художник | 9 апреля 2001 года   | — 2001 г., № 36, 1/2548 187                | За значительный вклад в развитие белорусского изобразительного искусства                                                                                                |
| 43    | Флаг Японии   |            | Минору Камата 鎌田 實            | главный врач клиники университета Синсю, президент Японского чернобыльского фонда, гражданин Японии                                                                  | 20 апреля 2001 года  | — 2001 г., № 41, 1/2577 208                | За активную благотворительную деятельность, оказание гуманитарной помощи населению Республики Беларусь, пострадавшему от аварии на Чернобыльской АЭС                    |
| 44    | Флаг Японии   |            | Рюити Хирокава 広河 隆一         | директор Чернобыльского детского фонда Японии, гражданин Японии | 20 апреля 2001 года  | — 2001 г., № 41, 1/2577 208                | За активную благотворительную деятельность, оказание гуманитарной помощи населению Республики Беларусь, пострадавшему от аварии на Чернобыльской АЭС                    |
| 45    | Флаг Японии   |            | Сюнъити Ямасита 山下俊一         | председатель департамента природной медицины и международной охраны здоровья и исследований радиации медицинского факультета университета Нагасаки, гражданин Японии | 20 апреля 2001 года  | — 2001 г., № 41, 1/2577 208                | За активную благотворительную деятельность, оказание гуманитарной помощи населению Республики Беларусь, пострадавшему от аварии на Чернобыльской АЭС                    |
| 46    | Флаг России   |            | Жорес Иванович Алфёров           | вице-президент Российской академии наук, директор физико-технического института имени А. И. Иоффе Российской академии наук                                           | 17 мая 2001 года     | — 2001 г., № 49, 1/2672 271                | За большой личный вклад в развитие физической науки, организацию белорусско-российского научно-технического сотрудничества, укрепление дружбы народов Беларуси и России |
| 47    | Флаг Беларуси |            | Александра Ивановна Климова      | артистка Национального академического драматического театра имени М. Горького                                                                                        | 11 октября 2001 года | — 2001 г., № 97, 1/3121 582                | За значительный личный вклад в развитие театрального искусства |
| 48    | Флаг Беларуси |            | Марат Фёдорович Егоров           | председатель Белорусского фонда мира | 18 октября 2001 года | — 2001 г., № 99, 3135 593                  | За личные заслуги в гуманитарной деятельности |
| 49    | Флаг Беларуси |            | Владимир Григорьевич Барышевский | директор научно-исследовательского учреждения «Институт ядерных проблем» Белорусского государственного университета                                                  | 1 ноября 2001 года   | — 2001 г., № 105, 1/3164 612               | За многолетнюю плодотворную работу, активную педагогическую и научную деятельность                                                                                      |

## За 2002 год
Число награждённых — 18 человек.
| № п/п | Стра на       | Фотография | Фамилия Имя Отчество              | Должность либо профессия на момент награждения | Дата награждения     | Номер Указа Президента Республики Беларусь | За что награждён |
| ----- | ------------- | ---------- | --------------------------------- | --- | -------------------- | ------------------------------------------ | --- |
| 50    | Флаг Беларуси |            | Павел Иванович Быков              | директор Турец-Боярской средней школы Молодечненского района | 4 февраля 2002 года  | — 2002 г., № 18, 1/3477 84                 | За значительный вклад в воспитание и обучение подрастающего поколения, высокое педагогическое мастерство                                                      |
| 51    | Флаг Беларуси |            | Степан Андреевич Минюк            | заведующий кафедрой дифференциальных уравнений и оптимального управления учреждения образования «Гродненский государственный университет имени Янки Купалы»                                              | 4 февраля 2002 года  | — 2002 г., № 18, 1/3477 84                 | За значительный вклад в воспитание и обучение подрастающего поколения, высокое педагогическое мастерство                                                      |
| 52    | Флаг Беларуси |            | Николай Николаевич Полещук        | директор Минского педагогического колледжа № 2 имени Максима Танка | 4 февраля 2002 года  | — 2002 г., № 18, 1/3477 84                 | За значительный вклад в воспитание и обучение подрастающего поколения, высокое педагогическое мастерство                                                      |
| 53    | Флаг Беларуси |            | Людмила Ивановна Писарева         | артист Национального академического драматического театра имени Якуба Коласа | 4 февраля 2002 года  | — 2002 г., № 18, 1/3479 86                 | За заслуги в развитии театрального искусства, высокое исполнительное мастерство                                                                               |
| 54    | Флаг Беларуси |            | Болеслав Иванович Севко           | артист Национального академического драматического театра имени Якуба Коласа | 4 февраля 2002 года  | — 2002 г., № 18, 1/3479 86                 | За заслуги в развитии театрального искусства, высокое исполнительное мастерство                                                                               |
| 55    | Флаг Беларуси |            | Александр Адамович Федорцов       | председатель Гомельского областного суда | 15 февраля 2002 года | — 2002 г., № 23, 1/3514 111                | За особые заслуги в защите прав граждан, достигнутые успехи в осуществлении правосудия и обеспечении соблюдения законности                                    |
| 56    | Флаг Беларуси |            | Владимир Александрович Матюхин    | главный научный сотрудник Института физиологии Национальной академии наук Беларуси | 5 марта 2002 года    | — 2002 г., № 30, 1/3554 147                | За многогранную и плодотворную научно-организационную деятельность                                                                                            |
| 57    | Флаг Беларуси |            | Владимир Леонтьевич Бедуля        | председатель колхоза «Советская Беларусь» Каменецкого района, дважды Герой Социалистического Труда | 24 мая 2002 года     | — 2002 г., № 60, 1/3709 265                | За большой личный вклад в пропаганду культурного наследия белорусского народа, многолетнюю плодотворную общественную деятельность                             |
| 58    | Флаг Германии |            | Удо Влока Udo Vloka               | помощник Премьер-министра земли Северный Рейн — Вестфалия | 4 июня 2002 года     | — 2002 г., № 65, 1/3739 286                | За большие заслуги в гуманитарной и благотворительной деятельности                                                                                            |
| 59    | Флаг Беларуси |            | Николай Станиславович Казак       | директор государственного научного учреждения «Институт физики имени Б. И. Степанова Национальной академии наук Беларуси», член-корреспондент Национальной академии наук Беларуси                        | 7 июня 2002 года     | — 2002 г., № 67, 1/3748 293                | За значительный личный вклад в развитие отечественной науки, многолетнюю плодотворную научно-педагогическую деятельность                                      |
| 60    | Флаг Беларуси |            | Виталий Витальевич Лапа           | заместитель директора по науке, заведующий отделом систем удобрения и питания растений научно-исследовательского республиканского унитарного предприятия «Института почвоведения и агрохимии», профессор | 7 июня 2002 года     | — 2002 г., № 67, 1/3748 293                | За значительный личный вклад в развитие отечественной науки, многолетнюю плодотворную научно-педагогическую деятельность                                      |
| 61    | Флаг Беларуси |            | Леонид Александрович Шеметков     | профессор кафедры алгебры и геометрии учреждения образования «Гомельский государственный университет имени Франциска Скорины», член-корреспондент Национальной академии наук Республики Беларусь         | 7 июня 2002 года     | — 2002 г., № 67, 1/3748 293                | За значительный личный вклад в развитие отечественной науки, многолетнюю плодотворную научно-педагогическую деятельность                                      |
| 62    | Флаг Беларуси |            | Владимир Иванович Каризна         | заместитель главного редактора журнала «Крыніца» редакционно-издательского учреждения «Літаратура і мастацтва», поэт                                                                                     | 2 октября 2002 года  | — 2002 г., № 113, 1/4061 508               | За плодотворную работу на литературной ниве, написание текста Государственного гимна Республики Беларусь                                                      |
| 63    | Флаг Беларуси |            | Анатолий Михайлович Воробьёв      | художественный руководитель народного ансамбля танца «Радасць» Брестского городского Дома культуры | 2 октября 2002 года  | — 2002 г., № 113, 1/4062 509               | За значительный личный вклад в развитие белорусского хореографического искусства                                                                              |
| 64    | Флаг Франции  |            | Пьер Карден Pierre Cardin         | гражданин Французской Республики | 16 октября 2002 года | — 2002 г., № 118, 1/4094 525               | За значительный вклад в развитие белорусско-французских отношений в области культуры и оказанную помощь в преодолении последствий аварии на Чернобыльской АЭС |
| 65    | Флаг Беларуси |            | Валентина Людвиговна Летун        | адвокат юридической консультации Октябрьского района г. Минска | 16 октября 2002 года | — 2002 г., № 118, 1/4097 528               | За заслуги в защите прав граждан, значительный личный вклад в укрепление законности и правопорядка, совершенствование отечественной адвокатуры                |
| 66    | Флаг Беларуси |            | Татьяна Александровна Врублевская | Судья хозяйственного суда Минской области | 1 ноября 2002 года   | — 2002 г., № 125, 1/4121 542               | За многолетний плодотворный труд, обеспечение укрепления законности в сфере экономических отношений                                                           |
| 67    | Флаг Беларуси |            | Юрий Владимирович Сидоров         | артист высшей категории, работник государственного учреждения «Национальный академический драматический театр имени М. Горького»                                                                         | 10 декабря 2002 года | — 2002 г., № 139, 1/4208 602               | За многолетнюю плодотворную работу, большой личный вклад в развитие белорусского театрального искусства                                                       |

## За 2003 год
Число награждённых — 7 человек.
| № п/п | Стра на       | Фотография | Фамилия Имя Отчество                         | Должность либо профессия на момент награждения                                                                          | Дата награждения      | Номер Указа Президента Республики Беларусь | За что награждён |
| ----- | ------------- | ---------- | -------------------------------------------- | --- | --------------------- | ------------------------------------------ | --- |
| 68    | Флаг Канады   |            | Дэвид Шор David Shore                        | гражданин Канады | 18 апреля 2003 года   | — 2003 г., № 47, 1/4535 156                | За большие заслуги в гуманитарной и благотворительной деятельности                                                                                          |
| 69    | Флаг Беларуси |            | Галина Михайловна Чаянкова                   | декан гуманитарно-экономического факультета учреждения образования «Белорусский государственный университет транспорта» | 9 июня 2003 года      | — 2003 г., № 67, 1/4669 240                | За многолетнюю плодотворную научно-педагогическую деятельность, заслуги в подготовке высококвалифицированных кадров, высокий профессионализм                |
| 70    | Флаг России   |            | Иван Андреевич Колос                         | писатель | 18 августа 2003 года  | — 2003 г., № 94, 1/4860 362                | За значительный личный вклад в укрепление белорусско-российских культурных связей, активную общественную деятельность и в связи с 80-летием со дня рождения |
| 71    | Флаг Беларуси |            | Николай Александрович Борисевич              | советник Президиума Национальной академии наук Беларуси, академик                                                       | 23 сентября 2003 года | — 2003 г., № 109, 1/4940 413               | За активную научно-организационную и общественную деятельность                                                                                              |
| 72    | Флаг Беларуси |            | Филарет (Кирилл Варфоломеевич Вахромеев)     | Митрополит Минский и Слуцкий, Патриарший Экзарх всея Беларуси                                                           | 22 октября 2003 года  | — 2003 г., № 119, 1/5024 463               | За большой вклад в духовное возрождение, укрепление дружбы между народами                                                                                   |
| 73    | Флаг России   |            | Александр Максович Шилов                     | гражданин Российской Федерации, художник                                                                                | 28 ноября 2003 года   | — 2003 г., № 135, 1/5125 540               | За большой личный вклад в укрепление дружбы и сотрудничества между народами Беларуси и России, развитие белорусско-российских культурных связей             |
| 74    | Флаг Украины  |            | Борис Евгеньевич Патон Борис Євгенович Патон | президент Национальной академии наук Украины, академик                                                                  | 28 ноября 2003 года   | — 2003 г., № 135, 1/5136 543               | За большой личный вклад в развитие науки и техники, расширение научно-технического сотрудничества между Республикой Беларусь и Украиной                     |

## За 2004 год
Число награждённых — 9 человек.
| № п/п | Стра на       | Фотография | Фамилия Имя Отчество         | Должность либо профессия на момент награждения | Дата награждения      | Номер Указа Президента Республики Беларусь | За что награждён |
| ----- | ------------- | ---------- | ---------------------------- | --- | --------------------- | ------------------------------------------ | --- |
| 75    | Флаг Беларуси |            | Степан Степанович Лавшук     | заместитель директора по научной работе государственного научного учреждения «Института литературы имени Янки Купалы Национальной академии наук Беларуси»                  | 23 января 2004 года   | — 2004 г., № 18, 1/5273 42                 | За большой вклад в развитие науки и техники, углубление исследований в области фундаментальной и прикладной науки, активную научно-организационную деятельность      |
| 76    | Флаг Беларуси |            | Вячеслав Михайлович Дутов    | спортивный обозреватель, работник республиканского унитарного предприятия «Белорусское телеграфное агентство»                                                              | 4 мая 2004 года       | — 2004 г., № 71, 1/5499 216                | За многолетнний плодотворный труд, значительный личный вклад в развитие информационных технологий в республике                                                       |
| 77    | Флаг Беларуси |            | Василий Петрович Ласкович    | почётный гражданин г. Бреста | 4 мая 2004 года       | — 2004 г., № 71, 1/5501 218                | За значительный личный вклад в сохранение военно-исторического наследия, активную общественную деятельность по патриотическому воспитанию молодёжи                   |
| 78    | Флаг России   |            | Валентин Алексеевич Родионов | генеральный директор Всероссийского музейного объединения «Государственная Третьяковская галерея»                                                                          | 7 мая 2004 года       | — 2004 г., № 73, 1/5509 224                | За значительный личный вклад в развитие и укрепление белорусско-российских культурных связей, пропаганду национального художественного наследия Беларуси за рубежом  |
| 79    | Флаг Беларуси |            | Валерий Николаевич Раевский  | художественный руководитель государственного учреждения «Национальный академический театр имени Янки Купалы»                                                               | 20 июля 2004 года     | — 2004 г., № 120, 1/5691 337               | За значительный личный вклад в развитие белорусского театрального искусства, заслуги в воспитании творческой молодёжи                                                |
| 80    | Флаг Австрии  |            | Гельмут Кутин Helmut Kutin   | президент международной благотворительной организации «SOS — Киндердорф Интернациональ»                                                                                    | 29 июля 2004 года     | — 2004 г., № 120, 1/5727 365               | За активную благотворительную деятельность по реализации социальных проектов «SOS — Дзіцячая вёска» на территории республики                                         |
| 81    | Флаг России   |            | Вячеслав Иванович Трубников  | первый заместитель Министра иностранных дел Российской Федерации | 17 августа 2004 года  | — 2004 г., № 129, 1/5777 399               | За большой личный вклад в развитие всестороннего сотрудничества между Республикой Беларусь и Российской Федерацией, укрепление белорусско-российской дружбы          |
| 82    | Флаг США      |            | Уильям Новик William Novik   | медицинский директор Международного фонда «Детское сердце», профессор хирургии Университета штата Теннесси (США)                                                           | 27 сентября 2004 года | — 2004 г., № 154, 1/5876 464               | За большие заслуги в гуманитарной и благотворительной деятельности                                                                                                   |
| 83    | Флаг Беларуси |            | Игорь Васильевич Котляров    | председатель Постоянной комиссии по образованию, культуре, науке и научно-техническому прогрессу, депутат Палаты представителей Национального собрания Республики Беларусь | 14 октября 2004 года  | — 2004 г., № 171, 1/5949 508               | За активную деятельность по усовершенствованию законодательства, развитию парламентаризма, формированию и реализации социальной и экономической политики государства |

## За 2005 год
Число награждённых — 2 человека.
| № п/п | Стра на       | Фотография | Фамилия Имя Отчество      | Должность либо профессия на момент награждения | Дата награждения     | Номер Указа Президента Республики Беларусь | За что награждён |
| ----- | ------------- | ---------- | ------------------------- | --- | -------------------- | ------------------------------------------ | --- |
| 84    | Флаг Беларуси |            | Евгений Павлович Демидчик | главный научный сотрудник научной группы «Опухоль щитовидной железы» Центральной научно-исследовательской лаборатории учреждения образования «Белорусский государственный медицинский факультет» | 7 февраля 2005 года  | — 2005 г., № 23, 1/6219 60                 | За заслуги в развитии медицинской науки, милосердие и другие благородные поступки                                                              |
| 85    | Флаг Беларуси |            | Май Вольфович Данциг      | заведующий кафедрой живописи учреждения образования «Белорусская государственная академия искусств»                                                                                              | 6 сентября 2005 года | — 2005 г., № 140, 1/6755 412               | За многолетнюю плодотворную творческую и педагогическую деятельность, значительный личный вклад в развитие изобразительного искусства Беларуси |

## За 2006 год
Число награждённых — 16 человек.
| № п/п | Стра на          | Фотография | Фамилия Имя Отчество                | Должность либо профессия на момент награждения | Дата награждения     | Номер Указа Президента Республики Беларусь | За что награждён |
| ----- | ---------------- | ---------- | ----------------------------------- | --- | -------------------- | ------------------------------------------ | --- |
| 86    | Флаг Беларуси    |            | Михаил Николаевич Волков            | преподаватель лицея № 1 г. Витебска | 1 марта 2006 года    | — 2006 г., № 38, 1/7323 136                | За высокие достижения в творческой и социально-культурной сферах, значительный личный вклад в достижение прогнозных показателей социально-экономического развития республики в 2001—2005 годах                                                     |
| 87    | Флаг Беларуси    |            | Эдуард Борисович Зарицкий           | концертмейстер государственного учреждения «Национальный оркестр симфонической и эстрадной музыки Республики Беларусь»                              | 1 марта 2006 года    | — 2006 г., № 38, 1/7323 136                | За высокие достижения в творческой и социально-культурной сферах, значительный личный вклад в достижение прогнозных показателей социально-экономического развития республики в 2001—2005 годах                                                     |
| 88    | Флаг Беларуси    |            | Василий Петрович Раинчик            | директор — художественный руководитель государственного театрального-зрелищного учреждения «Молодёжный театр эстрады»                               | 10 апреля 2006 года  | — 2006 г., № 58, 1/7432 212                | За значительный личный вклад в развитие национальной культуры, сохранение и пропаганду лучших музыкальных традиций |
| 89    | Флаг Беларуси    |            | Михаил Яковлевич Финберг            | директор — художественный руководитель государственного учреждения «Национальный оркестр симфонической и эстрадной музыки Республики Беларусь»      | 10 апреля 2006 года  | — 2006 г., № 58, 1/7432 212                | За значительный личный вклад в развитие национальной культуры, сохранение и пропаганду лучших музыкальных традиций |
| 90    | Флаг Беларуси    |            | Анатолий Иванович Ярмоленко         | художественный руководитель ансамбля «Сябры» учреждения «Белорусская государственная ордена Трудового Красного Знамени филармония»                  | 10 апреля 2006 года  | — 2006 г., № 58, 1/7432 212                | За значительный личный вклад в развитие национальной культуры, сохранение и пропаганду лучших музыкальных традиций |
| 91    | Флаг России      |            | Надежда Георгиевна Бабкина          | художественный руководитель государственного учреждения культуры г. Москвы «Московский государственный музыкальный театр фольклора „Русская песня“» | 10 апреля 2006 года  | — 2006 г., № 58, 1/7433 213                | За большой личный вклад в развитие белорусско-российских культурных связей, укрепление дружбы и сотрудничества между народами Беларуси и России |
| 92    | Флаг России      |            | Николай Викторович Басков           | артист-вокалист Марийского театра оперы и балета имени Эрика Сапаева                                                                                | 10 апреля 2006 года  | — 2006 г., № 58, 1/7433 213                | За большой личный вклад в развитие белорусско-российских культурных связей, укрепление дружбы и сотрудничества между народами Беларуси и России |
| 93    | Флаг Украины     |            | Николай Васильевич Гнатюк           | певец Ассоциации эстрады Украины | 10 апреля 2006 года  | — 2006 г., № 58, 1/7434 214                | За большой личный вклад в развитие белорусско-украинских культурных связей, сохранение культурного наследия славянских народов |
| 94    | Флаг Италии      |            | Пьеро Какаче Pietro Cacace          | директор аудиторской фирмы «Сервицио импрезе», г. Рим (Итальянская Республика)                                                                      | 4 мая 2006 года      | — 2006 г., № 72, 1/7536 285                | За особые заслуги в благотворительной деятельности, успешное осуществление в Республике Беларусь гуманитарных проектов, значительный личный вклад в отстраивание и реабилитацию районов, пострадавших в результате катастрофы на Чернобыльской АЭС |
| 95    | Флаг Нидерландов |            | Клаас Коопс Klaas Koops             | президент голландской благотворительной организации «Сцихцинг Русланд Киндерхульп»                                                                  | 4 мая 2006 года      | — 2006 г., № 72, 1/7536 285                | За особые заслуги в благотворительной деятельности, успешное осуществление в Республике Беларусь гуманитарных проектов, значительный личный вклад в отстраивание и реабилитацию районов, пострадавших в результате катастрофы на Чернобыльской АЭС |
| 96    | Флаг Италии      |            | Патрицио Петруччи Patrizio Petrucci | советник по вопросам волонтёрской деятельности, общественной обороны и туризма администрации г. Лукки (Итальянская Республика)                      | 4 мая 2006 года      | — 2006 г., № 72, 1/7536 285                | За особые заслуги в благотворительной деятельности, успешное осуществление в Республике Беларусь гуманитарных проектов, значительный личный вклад в отстраивание и реабилитацию районов, пострадавших в результате катастрофы на Чернобыльской АЭС |
| 97    | Флаг Австрии     |            | Мария Хетцер Maria Hetzer           | председатель австрийской благотворительной организации «Помощь детям из Беларуси»                                                                   | 4 мая 2006 года      | — 2006 г., № 72, 1/7536 285                | За особые заслуги в благотворительной деятельности, успешное осуществление в Республике Беларусь гуманитарных проектов, значительный личный вклад в отстраивание и реабилитацию районов, пострадавших в результате катастрофы на Чернобыльской АЭС |
| 98    | Флаг Египта      |            | Мохаммед аль-Барадеи محمد البرادعي  | генеральный директор Международного агентства по атомной энергии (МАГАТЭ)                                                                           | 4 мая 2006 года      | — 2006 г., № 72, 1/7536 285                | За особые заслуги в благотворительной деятельности, успешное осуществление в Республике Беларусь гуманитарных проектов, значительный личный вклад в отстраивание и реабилитацию районов, пострадавших в результате катастрофы на Чернобыльской АЭС |
| 99    | Флаг Беларуси    |            | Геннадий Степанович Овсянников      | ведущий мастер сцены государственного учреждения «Национальный академический театр имени Янки Купалы»                                               | 31 августа 2006 года | — 2006 г., № 144, 1/7887 548               | За высокий профессионализм, значительный личный вклад в социально-экономическое развитие республики, сохранение культурного и духовного наследия белорусского народа, заслуги в обучении и воспитании молодёжи                                     |
| 100   | Флаг Беларуси    |            | Светлана Артёмовна Окружная         | ведущий мастер сцены государственного учреждения «Национальный академический драматический театр имени Якуба Коласа»                                | 26 декабря 2006 года | — 2007 г., № 2, 1/8193 746                 | За многолетний плодотворный труд, высокое профессиональное мастерство, достижение значительных производственных показателей, большой вклад в развитие энергетической системы, образования и культуры, заслуги в воинской службе                    |
| 101   | Флаг Беларуси    |            | Виктор Владимирович Ровдо           | заведующий кафедрой хорового дирижирования учреждения образования «Белорусская государственная академия музыки»                                     | 26 декабря 2006 года | — 2007 г., № 2, 1/8193 746                 | За многолетний плодотворный труд, высокое профессиональное мастерство, достижение значительных производственных показателей, большой вклад в развитие энергетической системы, образования и культуры, заслуги в воинской службе                    |